# Velež
Velež är en bergskedja i Bosnien och Hercegovina. Den ligger i den södra delen av landet, 60 km söder om huvudstaden Sarajevo.
Trakten runt Velež består till största delen av jordbruksmark. Runt Velež är det ganska tätbefolkat, med 67 invånare per kvadratkilometer.